# Kaydor Aukatsang
Kelsang Dorjee (Kaydor) Aukatsang (tibétain : སྐལ་བཟང་རྡོ་རྗེ་ ༼སྐལ་རྡོར༽ དབུ་དཀར་ཚང་, Wylie : skal bzang rdo rje (skal rdor) dbu dkar tshang) est un homme politique tibétain et candidat à la fonction de sikyong de l'administration centrale tibétaine (ACT). Kaydor est un proche du sikyong Lobsang Sangay, sous le mandat duquel il a occupé divers postes officiels, y compris le rôle de représentant pour l'Amérique du Nord du dalaï-lama, Haut Responsable de la Résilience de l'administration centrale tibétaine et directeur du Social and Resource Development Fund (SARD).

## Jeunesse
Kaydor Aukatsang est né à Kalimpong en 1968. Il est le frère de Youdon Aukatsang et le fils de Jampa Kalden Aukatsang, ancien secrétaire du Département de la sécurité de l'ACT ; et de Mme Dicky Dolkar. Il a fréquenté l'École centrale pour les Tibétains de SFF à Chakrata (une école pour les enfants de familles tibétaines recrutées dans la Special Frontier Force (SFF)) ; St. Augustine's School, Kalimpong (en) ; et St Joseph's Academy, Dehradun (en).

## Éducation
En 1991, Kaydor Aukatsang a obtenu avec distinction un baccalauréat ès arts en littérature anglaise du collège Saint-Étienne de Delhi. En 1998, Kaydor Aukatsang est diplômé de la Fletcher School of Law and Diplomacy avec une maîtrise ès arts en droit et diplomatie (MALD).

## Carrière
Kaydor Aukatsang a exercé nombre de fonctions au sein de diverses communautés de la diaspora tibétaine, y compris président de l'Association tibétaine de la région de la capitale, ainsi que président de l'Association tibétaine de Californie du Nord.
Au sein de l'ACT, Kaydor Aukatsang a occupé les postes de conseiller spécial du sikyong, de représentant du dalaï-lama en Amérique du Nord, de Haut Responsable de la Résilience de l'ACT et de directeur du Social and Resource Development Fund (SARD) sous l'administration du sikyong Lobsang Sangay. Durant son direction du SARD, il a réussi à obtenir des subventions substantielles et des aides financières des États-Unis et du gouvernement canadien pour l'ACT.
Il a été également membre du comité directeur du Global Philanthropy Forum (en), membre du conseil d'administration du Tibet Justice Center et membre du comité consultatif international de The Mountain Institute (en).

## Campagne électorale
Le 2 septembre 2020, Kaydor Aukatsang a annoncé sa candidature à l'élection du Premier ministre tibétain de 2021 (sikyong).
Le 4 décembre, Kaydor Aukatsang a annoncé qu'il avait été testé positif au SARS-CoV-2, interrompant brièvement sa campagne.
Kaydor Aukatsang est devenu l'un des deux favoris de la primaire du 8 janvier 2021, qui seront départagés lors d'un deuxième tour de scrutin en avril.